# Ursus
Ursus är ett släkte i familjen björnar (Ursidae). Släktet är uppkallad efter det latinska ordet för "björnhane".

## Arter inom släktet

### Nu levande arter
Arter enligt Mammal Species of the World:
- Brunbjörn (Ursus arctos)
- Isbjörn (Ursus maritimus)
- Svartbjörn (Ursus americanus)
- Kragbjörn (Ursus thibetanus)

Av några zoologer räknas dessutom arten läppbjörn till detta släkte men oftast placeras arten i det egna släktet Melursus.
Även malajbjörnen blev tidvis infogad i släktet. Nyare avhandlingar listar arten i släktet Helarctos.

### Utdöda arter
- Grottbjörn (Ursus spelaeus)
- Ursus minimus - en jämförelsevis liten björn som levde under pliocen.
- Ursus etruscus - liknade de nu levande arterna men hade annorlunda tänder.
- Ursus denginger - var nära släkt med grottbjörnen.
- Ursus crowtheri - det är inte helt klarlagt om detta taxon utgjorde en egen art eller en underart till brunbjörnen. De förekom fram till 1800-talet i Atlasbergen.